# Samlout
Samlout (in lingua khmer:សំឡូត) o Samlot (nella traslitterazione anglofona, in quella francofona Samlaut), è un comune (khum) della Cambogia situato nella provincia di Battambang ed è capoluogo dell'omonimo distretto.

## Amministrazione
Il distretto (srok) è suddiviso in 7 comuni e 49 villaggi (phum). Il distretto fu una delle ultime zone sotto il controllo dai Khmer rossi, fino alla fine del 1998, per cui le operazioni di raccolta dei dati del censimento nazionale dello stesso anno non vi poterono essere condotte.

## La rivolta contadina del 1967
Samlout balzò agli onori della cronaca quando l'esproprio forzoso di terreni per costruire uno zuccherificio a Kompong Kol, nel distretto di Banan, confinante con Samlout, fu successivamente considerata la scintilla che innescò una rivolta dei contadini.
In realtà il malcontento era già forte da tempo: i contadini erano oppressi dalle tasse e dalla corruzione, dalle agevolazioni concesse a famiglie di contadini fatte provenire dal sud-ovest della Cambogia per iniziativa di Norodom Sihanouk e dalle truppe governative presenti nell'area per far rispettare l'ordine. Il peggioramento delle condizioni economiche del paese negli anni Sessanta ebbe varie ragioni, tra le quali la cessazione degli aiuti americani a seguito delle nazionalizzazioni operate nel 1963 da Sihanouk, che aveva intuito che sul lungo termine dal conflitto indocinese sarebbero emersi vincitori i regimi comunisti piuttosto che gli statunitensi.
L'introduzione di un sistema governativo di raccolta obbligatorio del riso (ramassage du paddy), per ostacolare il redditizio contrabbando di riso con i guerriglieri, che minava una delle entrate dello stato, fu talmente inviso alla popolazione da obbligare il governo all'uso dei militari per imporlo. Agli inizi del 1967 la tensione aumentò notevolmente e a Battambang in febbraio ci furono delle manifestazioni di protesta, cui parteciparono anche elementi comunisti, tuttavia pare che in buona misura fossero spontanee e non particolarmente organizzate e premeditate. In effetti le prime manifestazioni di lotta armata dei Khmer rossi risalgono al 1968 e all'area del nord-est, dove avevano l'appoggio della popolazione indigena e dei guerriglieri vietnamiti.
Sihanouk in marzo si recò all'estero, in Francia, in uno dei suoi numerosi viaggi (abitudine che pochi anni dopo, ai tempi del colpo di stato del 1970, si dimostrò fatale). La protesta si espanse rapidamente ad altre aree, tra le quali le province di Kampong Speu e Kampot. Alcuni storici, tra cui Kiernan, ritennero che questa rapida espansione anche in aree lontane tra di loro costituisca di per sé una prova di una pianificazione della rivolta attuata dal Partito Comunista di Kampuchea per destabilizzare il regime di Sihanouk, sebbene la storiografia ufficiale dei Khmer rossi lo abbia negato e abbia definito la rivolta di Samlout «prematura».
La tensione crescente esplose nel primo episodio di rivolta armata, avvenuto proprio ai danni di un centro di raccolta del riso a Samlaut: il 2 aprile 1967 i contadini lo assaltarono ed uccisero 2 soldati. Il governo guidato da Lon Nol rispose duramente, inviando ulteriori truppe e la polizia nazionale con l'istruzione di colpire duramente insorti e simpatizzanti. Si parlò di taglie per ogni testa umana consegnata e di camion piene di teste inviati a Phnom Penh. Il 24 aprile Sihanouk ordinò di arrestare i tre maggiori esponenti comunisti del Sangkum, Hou Yuon, Khieu Samphan e Hu Nim, che aveva già in precedenza accusato pubblicamente di essere responsabili delle manifestazioni di protesta. I primi due si diedero subito alla macchia, mentre il terzo tentò di mantenere il suo profilo pubblico, ma di fronte alle intimidazioni di Sihanouk si diede anch'egli alla clandestinità verso la fine dell'anno. Girò presto la voce che i tre erano stati assassinati, quando ricomparvero negli anni Settanta vennero perciò soprannominati "i tre fantasmi".
In giugno oltre 4000 persone erano fuggite dalla zona, Sihanouk dichiarò che la zona era stata "pacificata", ma le violenze dei militari continuarono con la distruzione di interi villaggi (Beng Khtum, Thvak, Russey Preas) e l'uccisione di centinaia di civili. Anni dopo lo stesso Sihanouk parlò di 10000 contadini uccisi In diverse province vennero organizzate delle vere e proprie cacce ai comunisti di cui sono noti diversi episodi esemplari
Le rivolte continuarono nel 1968 e si estero a diverse altre province: Kampot, Kampong Speu e Kampong Chhnang, furono stroncate solo nel 1970.